# Holcocera gigantella
Holcocera gigantella é uma espécie de mariposa do gênero Holcocera pertencente à família Coleophoridae.